# Le Pain et la Rue
Le Pain et la Rue (en persan : نان و کوچه, Nân va Koutcheh) est un court métrage dramatique iranien réalisé et écrit par Abbas Kiarostami. Il est sorti en 1970.

## Synopsis
Un petit garçon doit ramener le pain à la maison. Mais comment faire pour éviter le gros chien qui lui barre la rue ?

## Fiche technique
- Titre original : Nân va Koutcheh
- Réalisation et scénario : Abbas Kiarostami
- Pays de production :  Iran
- Genre : court métrage dramatique
- Durée : 10 minutes
- Format : noir et blanc
- Date de sortie :
  - Iran : 1970

## Distribution
- Babak Ahmadpoor
- Ahmad Ahmadpoor